# Patópolis
Patópolis (no original em inglês, Duckburg) é uma cidade fictícia que aparece em vários quadrinhos e animações da Disney, e está localizado no estado fictício de Calisota. Nos quadrinhos e desenhos, Patópolis é a cidade onde moram Pato Donald, Margarida, Patinhas McPato, Huguinho, Zezinho e Luisinho e a maioria dos personagens relacionados a eles. Patópolis foi criada por Carl Barks e foi primeiramente mencionada em 1944. Patópolis é possivelmente a maior cidade de Calisota, mas não é a capital. Não há nenhuma referência a qualquer governador, vereador e etc. de Calisota, por outro lado parece ter um prefeito, portanto, pode ser um tipo de  cidade-estado. Em algumas histórias, uma "Embaixada de Patópolis" é mostrada, o que aparenta deixar a "cidade" em um nível maior que Brasil ou Estados Unidos em um poder legislativo. Em uma história por Carl Barks, a embaixada de Patópolis mostra uma bandeira da cidade, que é um pato branco num campo todo verde. Nas histórias de Don Rosa, Patópolis é na costa Oeste dos Estados Unidos, enquanto um episódio de DuckTales mostra a cidade na região sudeste, ou na Virgínia ou na Carolina do Norte. 
Patópolis aparenta ter uma rivalidade com Gansópolis, uma cidade perto. 

## História
Patópolis teve sua primeira citação em Walt Disney's Comics and Stories #49 de 1944, em uma história escrita por Carl Barks
Como foi revelado no quadrinho Sua Majestade, Patinhas, o lugar onde é o centro da cidade antigamente era conhecido como "Forte Ganso-Polis", um forte construído no século XVI pelo explorador Britânico Sir Francis Drake. Já no século XIX, o forte foi dado pelos antigos donos britânicos para Cornélio Patus, que nomeou o forte para Patópolis.
De acordo com O Invasor do Forte Patópolis, Patópolis havia continuado sendo uma cidade pacata e quieta até a chegada do rico homem de negócios Patinhas McPato. Patinhas tinha comprado o velho forte diretamente do neto de Cornélio, Patus Quela. Patinhas então construiu sua famosa Caixa-Forte no alto da Colina Matamotor, e estabeleceu vários negócios por Patópolis. Esse feito causou que a população de Patópolis explodisse, até virando um grande polo de negócios. 